# Pallasiomys
Pallasiomys – podrodzaj gryzoni z podrodziny myszoskoczków w rodzaju suwak (Meriones), obejmującym gatunki występujące w północnej Afryce i południowej Azji.

## Gatunki
Do podrodzaju Pallasiomys należą następujące gatunki:
- suwak arabski (Meriones arimalius)
- suwak murawowy (Meriones chengi)
- suwak tłusty (M. crassus)
- suwak armeński (Meriones dahli)
- suwak marokański (Meriones grandis)
- suwak libijski – (M. libycus)
- suwak pustynny (Meriones meridianus)
- suwak palestyński (Meriones sacramenti)
- suwak śródziemnomorski (Meriones shawi)
- suwak anatolijski (M. tristrami)
- suwak mongolski (M. unguiculatus)
- suwak irański (Meriones vinogradovi)
- suwak afgański (Meriones zarudnyi)